# Церковь Сурб Арутюн (Ростов-на-Дону)
Церковь Сурб Арутюн (Святого Воскресения) — храм в городе Ростов-на Дону. Относится к Армянской апостольской церкви (ААЦ).
Адрес: Россия г. Ростов-на-Дону, площадь Льва Толстого, д. 2В

## История
В Ростове-на-Дону проживает около 41 550 (2010 г.) армян, что составляет 3,4 % населения города.
Для духовного окормления верующих ААЦ и в память о внуке В. П. Казаряна — Артуре Карапетяне, погибшем в 2001 году в Ростове-на-Дону была построена Армянская Апостольская Церковь Сурб Арутюн (Храм Святого Воскресения). Церковь находится на площади Льва Толстого, где прежде располагался армянский Кафедральный Собор «Сурб Григор Лусаворич» ("Святой Григорий Просветитель), который наряду с армянскими церквями Нахичевани-на-Дону «Св. Никогоса», «Св. Успения», «Св. Георгия», «Св. Теодороса», «Св. Вознесения», «Св. Иоанна Предтечи» был разрушен в годы советской власти.
Строительство новой церкви было начато в октябре 2005 года, архитектор Саркисьянц М. Г.. В 2011 году церковь была построена, её освящение состоялось 29 мая 2011 году Католикосом Гарегином Вторым.
Церковь Сурб Арутюн была сооружена на пожертвования меценатов благотворителей —  полномочного представителя Генеральной прокуратуры РФ в Федеральном собрании РФ Карапетяна Саака Альбертовича и Генерального директора ООО «АРДТ-7», кавалера ордена Трудовой Славы III степени, председателя попечительского совета церкви Казаряна Владимира Павловича. Первоначально предполагалось, что храм будет носить имя Святого Григория Просветителя (Сурб Григор Лусаворич).
Здание храма построено в традициях армянских культовых сооружений. Высота храма с куполом составляет около 40-метров. Здание рассчитано на одновременное посещение около 600 прихожан.
Снаружи и внутри в церкви произведена отделка розовым туфом, который специально привезли из Армении. Алтарь и купель были сделаны армянскими мастерами из белого мрамора с украшениями многослойной резьбой. Внутренняя поверхность храма не расписана. Помещение освещает большая люстра. Здание венчает позолоченный крест.
Перед зданием церкви по обе стороны от входной двери установлены два камня хачкара. Хачкары выполнены из розового туфа и установлены в честь дружбы русского и армянского народов.
Перед храмом обустроена аллея с вечнозелеными деревьями туями и скамейками. Территория храма с трех сторон огорожена ажурной металлической решеткой.
Первым старостой храма на заседании церковно-приходского совета избирался Гарбик Николаевич Хачатурян.

## Галерея

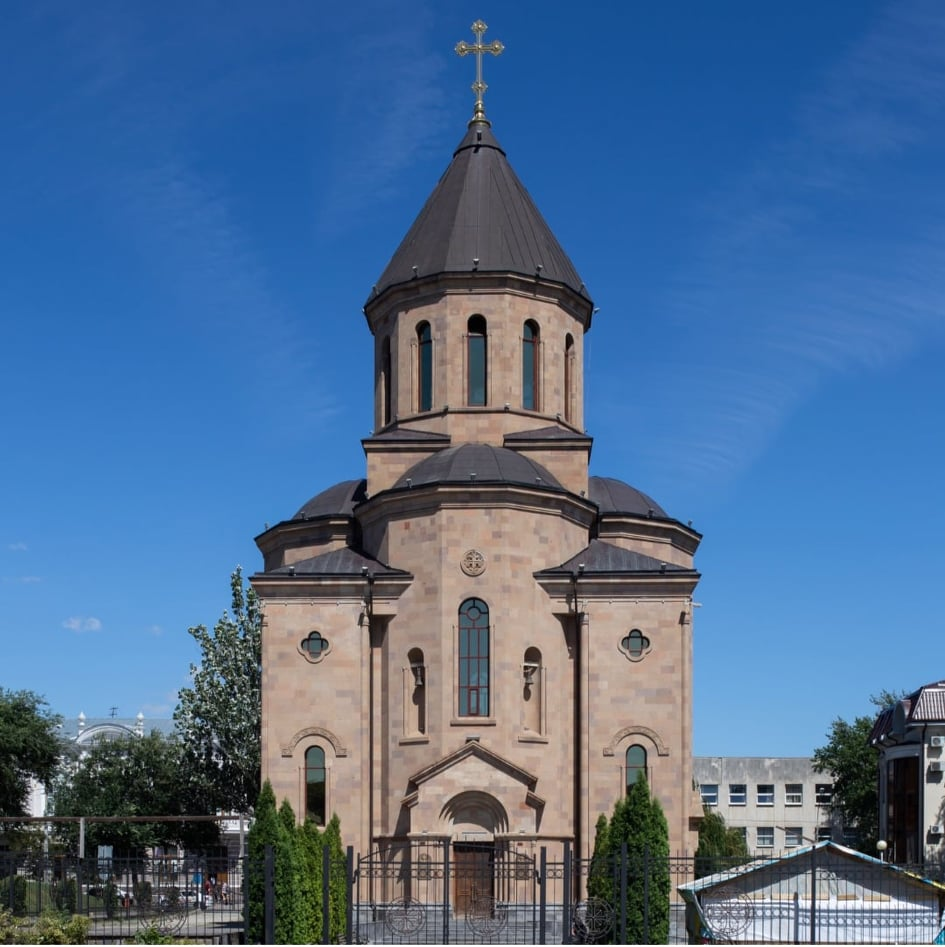
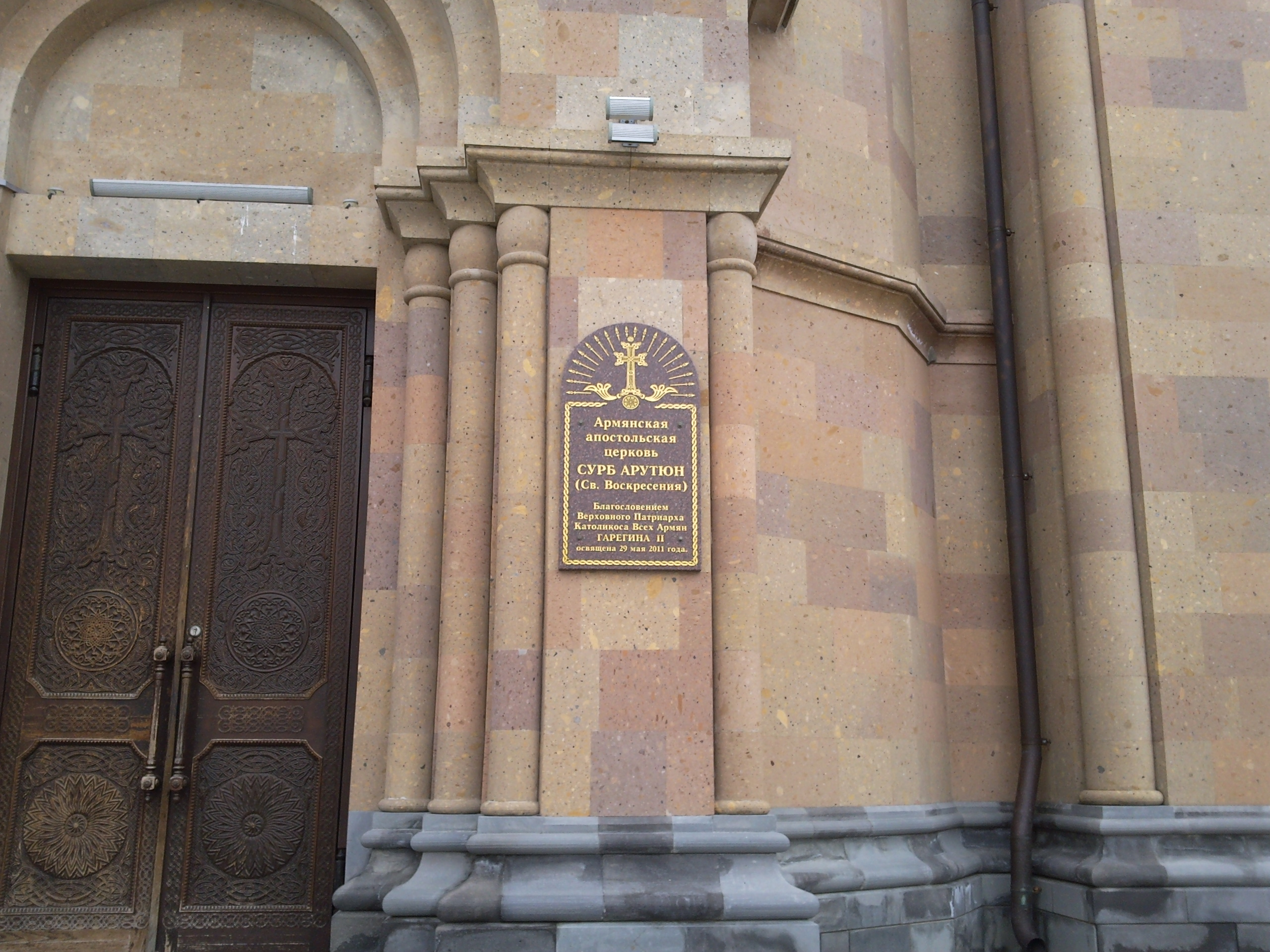
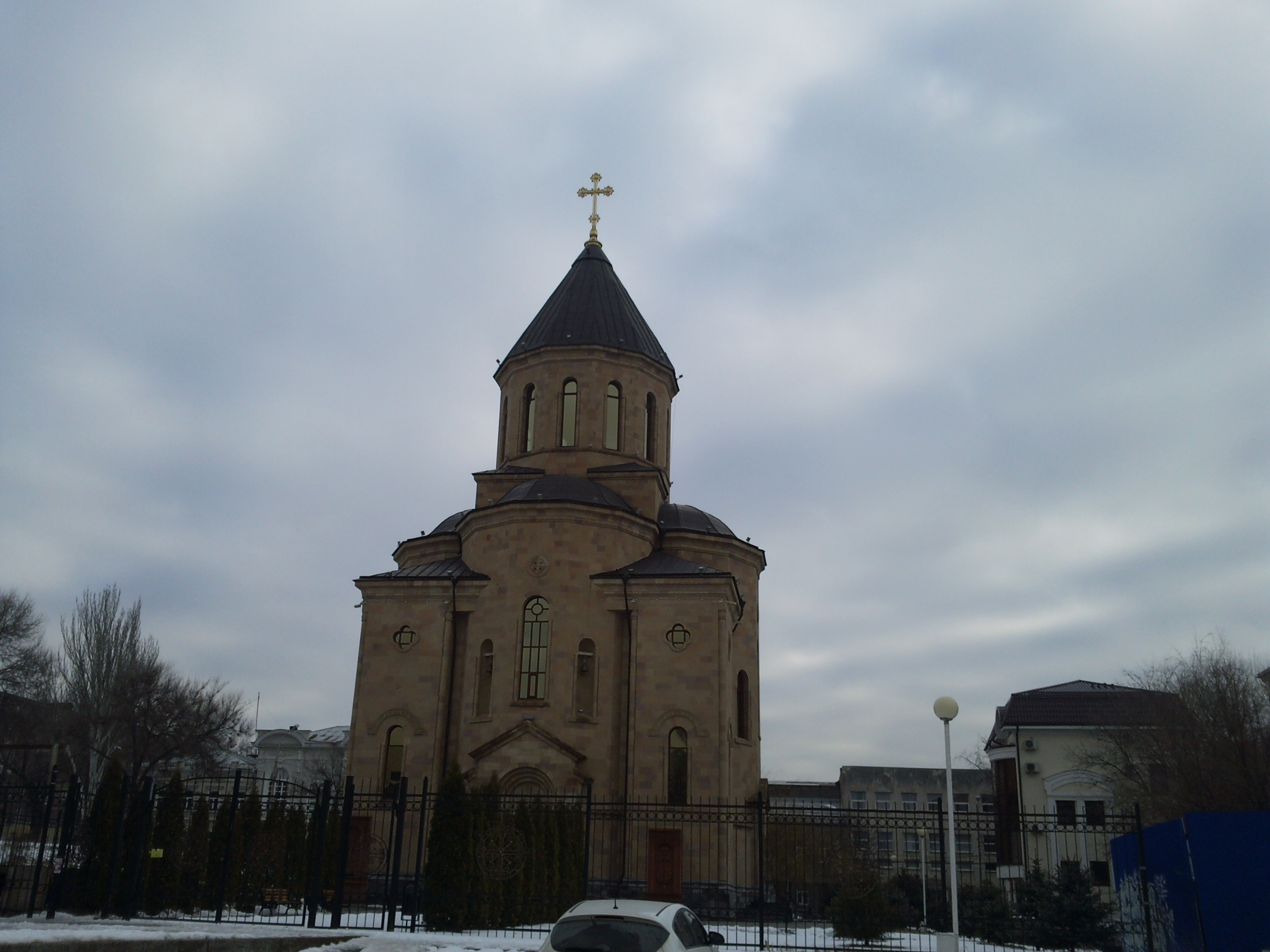